# Trogonoptera trojana
Трогоноптера палаванская, или трогоноптера трояна, или трогоноптера трехугол (лат. Trogonoptera trojana) — крупная дневная бабочка рода Trogonoptera из семейства парусников. Видовое название означает «троянец», «родом из Трои».

## Описание
Размах крыльев 17—19 см. Самка немного крупнее или одного размера с самцом.
Основной фон крыльев самца — бархатисто-чёрный; самки — буро-коричневый. Передние крылья самца имеют треугольные зубчатые пятна яркого зелёно-салатового цвета. Такого же цвета узкая полоска на задних крыльях.

## Ареал
Эндемик Филиппин — обитает только на острове Палаван. Также возможно обитание на острове Bugsuk, однако этот факт документально не подтверждён.

## Кормовое растение гусениц
Aristolochia foveolata.

## Замечания по охране
Занесен в перечень чешуекрылых экспорт, реэкспорт и импорт которых регулируется в соответствии с Конвенцией о международной торговле видами дикой фауны и флоры, находящимися под угрозой исчезновения (СИТЕС). Успешно разводится на специальных фермах для нужд коллекционеров.